# 機能不全家族
失功能家庭（英語：dysfunctional family）是指家庭中持續並經常存在衝突、不法行為、或發生針對家庭中部份成員的虐待（包括生理、心理、或性的虐待等）事件，而其他的家庭成員這對這些事件採取容忍的態度。在這樣的家庭中成長的孩童可能會認為對上述行為的妥協是一種社會規範。利用依存（codependency）關係的成年人通常是造成機能不全家庭主要原因，此外也可能是由於對特定物質上癮，包括藥物成癮、酗酒等。其他的成因包括未獲得治療的精神疾病，以及家長模仿或過度矯正自己機能不全的父母親的行為。在某些案例中，「心理不成熟」或「較弱勢」的家長會容許權力優勢較大的一方做出兒童虐待的行為。
對於機能不全家庭最常見的誤解是認為父母都是瀕臨分居或離婚的家庭。雖然某些案例中確實如此，但在很多機能不全家庭中，婚姻關係實際上卻是非常緊密，以至於父母彼此願意包容、忍耐對方的錯誤偏差行為。簡單的說，他們已經無路可退。然而，緊密的婚姻關係不代表家庭的穩定。任何重大的壓力來源，例如搬遷、失業、生病、天災、物價上漲等，都可能讓家庭中既存的衝突惡化，對孩童帶來更多不良的影響。
在近幾十年前，機能不全家庭的概念並未被相關專業人士（心理治療師、社工、教師、諮詢人員、神職人員等）嚴肅看待，尤其是在社會中上階層家庭所發生的情況往往會被輕忽。任何對機能不全家庭的干預可能會被認為是違反了婚姻的神聖性，並增加離婚的可能（在當時的社會上是無法被接受的）。因此，該家庭中的孩童大都被要求要服從父母（主要是父親），強迫孩子適應所處不良的家庭環境。

## 資料來源
1. ↑  Forgiving Our Parents, Forgiving Ourselves: Healing Adult Children of Dysfunctional Families by David Stoop and James Masteller c. 1997
2. ↑  Family Evaluation by Michael E. Kerr and Murray Bowen c. 1988
3. ↑  Recreating Your Self: Help for Adult Children of Dysfunctional Families by Nancy J. Napier c. 1990